# Ozimops beccarii
Ozimops beccarii is een vleermuis uit het geslacht Ozimops die voorkomt in de noordelijk helft van Australië en op Nieuw-Guinea, Ambon, Halmahera en Fergusson. Er worden twee ondersoorten erkend: O. b. beccarii op Halmahera en Ambon en O. b. astrolabiensis (Meyer, 1899) in de rest van het verspreidingsgebied. Van alle Mormopterus-soorten heeft deze soort voor zover bekend de grootste verspreiding.
O. beccarii is de zwaarste Ozimops in Australië. Het lichaam is krachtig en afgeplat. De bovenkant van het lichaam is bruin, de onderkant lichtgrijs. De huid is grijsbruin. In onderstaande tabel zijn de maten gegeven van verschillende populaties (de maten voor de dieren uit Nieuw-Guinea en Ambon zijn op slechts drie exemplaren per populatie gebaseerd).
| Maat                  | Australië | Nieuw-Guinea | Ambon     |
| --------------------- | --------- | ------------ | --------- |
| Kop-romplengte (mm)   | 50-55     | 62-66        | -         |
| Staartlengte (mm)     | 35-45     | 28-30        | -         |
| Voorarmlengte (mm)    | 37-40     | 34,3-36      | 33,4-34,9 |
| Achtervoetlengte (mm) | -         | 8,6-10,0     | -         |
| Oorlengte (mm)        | 12-17     | 12-16,2      | -         |
| Gewicht (g)           | 12-18     | 14-17        |           |

O. beccarii komt voor in allerlei habitats - in Australië is hij gevonden van regenwouden tot savannes. Meestal gebruikt dit dier holle bomen om in te slapen, maar ook bijvoorbeeld holtes onder daken en grotten worden wel gebruikt. Vaak vliegt deze soort boven water. Ook op de grond is dit dier beweeglijk; mogelijk vangt het daar zelfs wat eten. Tussen oktober en januari wordt een enkel jong geboren.